# Passandridae
Passandridae jsou čeleď brouků z nadčeledi Cucojoidea. Zatím bylo popsáno 9 rodů s více než 100 druhy.

## Taxonomie
- Rod Ancistria – 33 druhů, Afrika a Asie
- Rod Anisocerus – 3 druhy, Afrika a Asie
- Rod Aulonosoma – 3 druhy, Afrika – Nová Guinea, Evropa
  - Aulonosoma tenebrioides Motschulsky, 1858 – evropský druh
- Rod Catogenus – 18 druhů, Kanada – Argentina
- Rod Passandra – 31 druhů, Jižní a Střední Amerika, Afrika, Asie, Oceánie
- Rod Passandrella – 2 druhy, Jižní a Střední Amerika
- Rod Passandrina – 2 druhy, Madagaskar
- Rod Scalidiopsis – 1 druh, Brazílie
- Rod Taphroscelidia – 14 druhů, USA – Argentina